# .300 Winchester Magnum
La cartouche .300 Winchester Magnum (aussi connu en tant que .300 Win Mag ou .300WM) est une cartouche créée par Winchester Repeating Arms Company en 1963 en tant que cartouche Magnum. Elle est basée sur la cartouche .375 H&H Magnum qui a été modifiée pour accepter une balle de calibre 30 (7,62 × 67 mm en dénomination métrique). C'est une cartouche populaire pour la chasse au grand gibier tels que les cervidés en Europe ou en Amérique du Nord. Par ailleurs, dans les années 1980, les Marines ont testé et adopté cette cartouche pour un usage militaire.

## Comparaisons balistiques des munitions d'armes d'épaule les plus répandues
Ce tableau présente les caractéristiques balistiques des munitions d'armes longues les plus connues. La performance utile typique se base sur les caractéristiques des munitions standard du marché les plus fréquemment rencontrées, ceci à titre de comparaison.
La performance d'une munition, c'est-à-dire son impact sur la cible s'exprime en joules selon la formule E = 1/2 M.V2 où M est la masse et V la vitesse de la balle
Le recul ressenti dans l'arme, se mesure lui par la quantité de mouvement exprimée en kg m/s selon la formule Q = M.V
Ainsi une munition de calibre .270 Winchester a une performance supérieure à une munition de 7,57 mm Mauser (3670 J contre 3035 J), mais provoque un recul équivalent (7,86 kg m/s contre 7,89 kg m/s)
|                                   | Données balistiques (munitions du marché) | Données balistiques (munitions du marché) | Données balistiques (munitions du marché) | Données balistiques (munitions du marché) | Données balistiques (munitions du marché) | Données balistiques (munitions du marché) | Données balistiques (munitions du marché) | Données balistiques (munitions du marché) | Données balistiques (munitions du marché) | Données balistiques (munitions du marché) | performance utile typique* | performance utile typique* | performance utile typique* | performance utile typique* |
| Caractéristique                   | Diamètre balle                            | Diamètre balle                            | longueur cartouche                        | longueur douille                          | poids balle                               | poids balle                               | vitesse min                               | vitesse max                               | Énergie min                               | Énergie max                               | Poids                      | Vitesse                    | Énergie                    | Recul                      |
| --------------------------------- | ----------------------------------------- | ----------------------------------------- | ----------------------------------------- | ----------------------------------------- | ----------------------------------------- | ----------------------------------------- | ----------------------------------------- | ----------------------------------------- | ----------------------------------------- | ----------------------------------------- | -------------------------- | -------------------------- | -------------------------- | -------------------------- |
| unité                             | mm                                        | pouce                                     | mm                                        | mm                                        | g                                         | Grain                                     | m/s                                       | m/s                                       | J                                         | J                                         | grain                      | m/s                        | J                          | kg m/s                     |
| .22 LR                            | 5,60                                      | .223                                      | 25,40                                     | 15,60                                     | 1,9 - 2,6                                 | 30-40                                     | 370                                       | 500                                       | 180                                       | 260                                       | 32                         | 440                        | 200                        | 0,91                       |
| 5,56 x 45 mm Otan .223 Remington  | 5,69                                      | .224                                      | 57,40                                     | 44,70                                     | 3 - 4                                     | 30-60                                     | 850                                       | 993                                       | 1670                                      | 1890                                      | 55                         | 988                        | 1740                       | 3,52                       |
| .222 Remington                    | 5,69                                      | .224                                      | 54,10                                     | 43,20                                     | 4-5                                       | 50-77                                     | 890                                       | 1090                                      | 1450                                      | 1600                                      | 50                         | 957                        | 1485                       | 3,10                       |
| .243 Winchester                   | 6,20                                      | .243                                      | 68,83                                     | 51,90                                     | 4 - 6                                     | 62 - 90                                   | 920                                       | 1240                                      | 2500                                      | 2900                                      | 90                         | 945                        | 2600                       | 5,51                       |
| .270 Winchester                   | 7,00                                      | .275                                      | 84,80                                     | 64,50                                     | 6                                         | 90-130                                    | 910                                       | 1100                                      | 3500                                      | 4000                                      | 130                        | 933                        | 3670                       | 7,86                       |
| 7x57 mm Mauser                    | 7,24                                      | .285                                      | 78,00                                     | 57,00                                     | 8-12                                      | 124-180                                   | 700                                       | 900                                       | 3000                                      | 3700                                      | 160                        | 765                        | 3035                       | 7,93                       |
| 7x64 mm Brennecke                 | 7,24                                      | .285                                      | 84,00                                     | 64,00                                     | 8-12                                      | 124-180                                   | 820                                       | 920                                       | 3300                                      | 4000                                      | 162                        | 800                        | 3360                       | 8,40                       |
| 7 mm Rem Mag                      | 7,20                                      | .284                                      | 84,00                                     | 64,00                                     | 8-10                                      | 124-154                                   | 870                                       | 1100                                      | 4000                                      | 4400                                      | 150                        | 945                        | 4340                       | 9,18                       |
| 7,62 x 51 mm Otan .308 Winchester | 7,80                                      | .308                                      | 69,90                                     | 51,20                                     | 6,5-8                                     | 124-150                                   | 780                                       | 860                                       | 2900                                      | 3600                                      | 150                        | 860                        | 3594                       | 8,36                       |
| .300 Win Mag                      | 7,80                                      | .308                                      | 85,00                                     | 67,00                                     | 8,7-13                                    | 135-200                                   | 900                                       | 990                                       | 4500                                      | 5000                                      | 180                        | 900                        | 4725                       | 10,50                      |
| 30-06 Springfield                 | 7,80                                      | .308                                      | 85,00                                     | 63,00                                     | 9-15                                      | 140-230                                   | 750                                       | 890                                       | 3800                                      | 4000                                      | 180                        | 825                        | 3970                       | 9,62                       |
| 7,92x57 mm Mauser                 | 8,22                                      | .324                                      | 82,00                                     | 57,00                                     | 11-15                                     | 170-230                                   | 720                                       | 800                                       | 4800                                      | 4800                                      | 200                        | 740                        | 3550                       | 9,60                       |
| .338 Win Mag                      | 8,60                                      | .338                                      | 84,80                                     | 64,00                                     | 11-15                                     | 170-230                                   | 760                                       | 900                                       | 3500                                      | 5300                                      | 200                        | 900                        | 5250                       | 11,66                      |
| 9,3x62 mm Mauser                  | 9,30                                      | .366                                      | 83,60                                     | 62,00                                     | 16-26                                     | 240-350                                   | 720                                       | 800                                       | 4300                                      | 5200                                      | 250                        | 745                        | 4495                       | 12,06                      |
| .375 H&H                          | 9,50                                      | .375                                      | 91,00                                     | 72,40                                     | 16-26                                     | 240-350                                   | 700                                       | 882                                       | 5500                                      | 6300                                      | 270                        | 800                        | 5600                       | 14,00                      |